# Hội chứng nhiễm phóng xạ cấp tính
Hội chứng nhiễm phóng xạ cấp tính, còn được gọi là nhiễm độc phóng xạ, bệnh phóng xạ, là các hội chứng ảnh hưởng sức khỏe sau khi tiếp xúc với một lượng lớn các bức xạ ion hóa. Các bức xạ gây ra sự tác động cho DNA và các cấu trúc phân tử quan trọng khác trong các tế bào các mô khác nhau. Sự hủy diệt này, đặc biệt là khi nó ảnh hưởng đến khả năng của các tế bào phân chia bình thường, sẽ gây ra các triệu chứng. Các triệu chứng có thể bắt đầu trong vòng một hoặc hai giờ và có thể kéo dài nhiều tháng. Ví dụ về những bệnh nhân bị hội chứng nhiễm phóng xạ cấp tính là những người sống sót sau thảm họa bom nguyên tử tại Hiroshima và Nagasaki, những người lính cứu hỏa đầu tiên đến hiện trường trong thảm họa nhà máy điện hạt nhân Chernobyl 1986, một số người bị phơi nhiễm một cách vô ý do thiết bị khử trùng chiếu xạ và có cả những người bị ám sát bằng đầu độc phóng xạ.
Tại Việt Nam ca nhiễm phóng xạ cấp tính đầu tiên xảy ra ngày 17/11/1992 trên máy gia tốc Microtron MT-17 (lắp đặt 1984) ở Viện Khoa học, Hà Nội. Do lỗi vận hành mà một nghiên cứu viên đang chỉnh mẫu chiếu thì máy gia tốc đã bật, dẫn đến chiếu xạ hai bàn tay, gây bỏng và hoại tử một phần.
Qua trường hợp ám sát Litvinenko bằng polonium-210, ảnh hưởng sinh hoá học lên cơ thể của các đồng vị phóng xạ được soi rọi rõ ràng hơn vì trước đây, những việc tiếp nhiễm (nhiễm độc) cấp tính với liều lượng cao chỉ được diễn đạt qua tính toán và ước tính (Xem thêm độc tính của Polonium 210)

## Tình trạng gây nên hội chứng nhiễm phóng xạ cấp tính
1-      Liều phóng xạ cần phải lớn: hơn 0.7 Gray (Gy) 1,2 hoặc 70 rads. (Những triệu chứng nhẹ hơn có thể thấy ở liều thấp khoảng 0.3 Gy hoặc 30 rads.)
2-      Liều gây bệnh thường từ bên ngoài (có nghĩa là nguồn gốc phóng xạ từ ngoài cơ thể bệnh nhân). Những phóng xạ tạo ra do các hợp chất tạo thành trong cơ thể con người gây nên nhiễm xạ cấp chỉ trong rất ít các trường hợp)
3-      Sự bức xạ cần phải đâm xuyên được (có nghĩa là xuyên sâu vào các cơ quan trong cơ thể). Tia X quang năng lượng cao, tia gamma và các neutron là những bức xạ đâm xuyên.
4-      Toàn bộ cơ thể (hoặc phần lớn) đều phải bị nhiễm xạ. Hầu hết những tổn thương bức xạ khu trú, thường bị ở tay và những tổn thương cục bộ rất hiếm khi gây nên những dấu hiệu kinh điển của Hội Chứng Nhiễm Phóng Xạ Cấp Tính.
5-      Liều phóng xạ cần phải nhận được trong thời gian ngắn (thường tính bằng phút). Liều chia nhỏ thường được dùng trong xạ trị. Đó là tổng liều lớn tác động lên một khu vực nhỏ trong một thời gian dài. Liều chia nhỏ thường ít gây nên Hội Chứng Nhiễm Xạ Cấp hơn là 1 liều lớn cùng cường độ.

### 3 Hội Chứng Nhiễm Xạ Kinh Điển
1- Hội chứng tủy xương: Triệu chứng rõ rệt thường xuất hiện với liều từ 0.7 đến 10 Gy (70 – 1000 rads) mặc dù các triệu chứng nhẹ hơn đã xuất hiện ở liều từ 0.3 Gy hoặc 30 rads. Tỷ lệ sống sót của bệnh nhân khi gặp hội chứng này càng giảm khi liều càng cao. Nguyên nhân cơ bản gây nên cái chết là sự phá hủy tủy xương, gây nên hậu quả chảy máu hoặc nhiễm trùng.
2- Hội chứng tiêu hóa: Triệu chứng rõ rệt thường xảy ra với liều từ 10 đến 100 Gy (1000 – 10000 rads) mặc dù các triệu chứng nhẹ hơn đã xuất hiện từ liều 6Gy hoặc 600 rads. Sống sót là điều không thể với triệu chứng này. Sự phá hủy và tổn thương không phục hồi trong đường tiêu hóa và tủy xương thường gây nên nhiễm trùng, mất nước và rối loạn điện giải. Bệnh nhân thường tử vong trong 2 tuần.
3- Những hội chứng tim mạch và thần kinh trung ương: Triệu chứng rõ rệt thường xuất hiện với liều lớn hơn 50 gy (5000 rads) mặc dù với liều thấp từ 20 Gy hoặc 2000 rads đã xuất hiện các triệu chứng. Tử vong thường trong 3 ngày. Nguyên nhân chết thường do trụy mạch cũng như là tăng áp lực nội sọ nguyên nhân do tăng dịch ngoại bào do phù, viêm mạch và viêm màng não.

### 4 giai đoạn của hội chứng nhiễm xạ cấp
1-    Giai đoạn tiền triệu: Các triệu chứng kinh điển của giai đoạn này là: buồn nôn, nôn và tiêu chảy xảy ra từ vài phút đến vài ngày sau khi bị phơi nhiễm. Những triệu chứng này có thể kết thúc trong vài phút hoặc trong vài ngày.
2-    Giai đoạn tiềm tàng: Trong giai đoạn này bệnh nhân trông khỏe mạnh và cảm thấy khỏe trong vài giờ hoặc có thể đến vài tuần.
3-    Giai đoạn biểu hiện bệnh: Trong giai đoạn này phụ thuộc vào các hội chứng đặc trưng (xem phụ lục) và kết thúc trong vài giờ hoặc vài tháng.
4-    Giai đoạn phục hồi: Hầu hết bệnh nhân không phục hồi sẽ chết trong vài tháng phơi nhiễm. Quá trình phục hồi kết thúc sau vài tuần hoặc vài ba năm.

## Hội chứng nhiễm phóng xạ tại da
Định nghĩa của hội chứng nhiễm phóng xạ da được đưa ra trong vài năm gần đây để diễn tả những triệu chứng sinh lý bệnh phức tạp do phơi nhiễm phóng xạ cấp đến da.
Hội Chứng Nhiễm Phóng Xạ Cấp sẽ kết hợp với vài tổn thương tại da. Có thể có những tổn thương tại da mà không có các triệu chứng của Hội Chứng Nhiễm Xạ Cấp, đặc biệt với những phơi nhiễm từ tia Beta hoặc X quang. Thỉnh thoảng điều này xảy ra khi những vật liệu phóng xạ nhiễm bẩn lên da bệnh nhân hoặc quần áo.
Khi lớp màng đáy của da bị tổn thương bởi phóng xạ thì có thể gây nên các triệu chứng như: viêm, ban đỏ, vảy khô hoặc vảy ướt. Kèm theo đó nang tóc cũng bị tổn thương gây nên rụng tóc. Trong vài giờ sau khi khi bị chiếu xạ, ban đỏ thoáng qua hoặc không liên tục có thể xuất hiện. Sau đó là giai đoạn tiềm tàng xuất hiện từ vài ngày đến vài tuần, khi xuất hiện đỏ da, phổng rộp và loét tại khu vực bị chiếu xạ xuất hiện.
Trong hầu hết các ca thì sự phục hồi xuất hiện do tự tái tạo, tuy nhiên liều phóng xạ trên diện da rộng có thể gây nên rụng tóc lâu dài, tổn thương tuyến bã và tuyến mồ hôi, sơ hóa, teo, giảm hoặc tăng sắc tố da, và loét hoặc hoại tử tại vùng da bị phơi nhiễm.

## Quản lý Bệnh Nhân
Ưu tiên: Nếu nghi ngờ có sự phơi nhiễm phóng xạ.
1-    Kiểm soát ABC và các chỉ số sinh học (huyết áp, khí máu, điện giải và nước tiểu ra) ở giới hạn hợp lý.
2-    Điều trị chấn thương nặng, bỏng và tổn thương đường thở nếu có.
3-    Cần lấy máu làm xét nghiệm huyết học, chú ý đánh giá số lượng bạch cầu lympho và HLA, xác định nhóm máu trước khi truyền máu và đánh giá theo từng khoảng thời gian sau truyền máu.
4-    Điều trị nhiễm độc nếu cần.
5-    Nếu sự phơi nhiễm sảy ra trong khoảng 8 đến 12h, làm lại xét nghiệm huyết học, chú ý đánh giá bạch cầu lympho. Làm lại từ 2 đến 3 lần (trong khoảng 2 đến 3h) để đánh giá tiêu hủy tế bào lympho.

## Chẩn đoán
Chẩn đoán hội chứng này có thể khó khăn bởi vì nó không gây nên một bệnh duy nhất. Thêm nữa, tùy thuộc vào liều thì giai đoạn tiền triệu có thể không xảy ra trong vài giờ hoặc vài ngày sau khi bị chiếu xạ, hoặc bệnh nhân có thể đã ở trong giai đoạn tiềm tàng ngay khi họ được điều trị. Trong những trường hợp đó bệnh nhân có thể vẫn cảm thấy khỏe khi đánh giá lần đầu tiên.
Nếu bệnh nhân bị chiếu hơn 0.05 Gy (5 rads) và 3 hoặc 4 xét nghiệm máu được làm trong khoảng 8 đến 12h phơi nhiễm, thì chúng ta có thể ước lượng liều. Nếu xét nghiệm huyết học không được làm, liều có thể vẫn ướng lượng được với xét nghiệm máu trong vài ngày đầu. Tuy nhiên, biến đổi nhiễm sắc thể trong quá trình phân chia tế bào mới là "tiêu chuẩn vàng" để đánh giá liều sau khi bị nhiễm xạ cấp và dùng để chỉnh lại liều ban đầu ước lượng. Nếu có điều kiện thì thiết bị đo nồng độ phóng xạ là cách tốt nhất để đánh giá liều phóng xạ.
Nếu bệnh nhân bị hoặc nghi ngờ bị phơi nhiễm một liều lớn phóng xạ thì dùng xét nghiệm công thức bạch cầu để dánh giá, chú ý chỉ số bạch cầu lympho, cần làm 2 đến 3h một lần trong 8h đầu tiên sau khi bị nhiễm xạ (và 4 đến 6h một lần sau 2 ngày bị nhiễm). Quan sát bệnh nhân trong thời gian này để tìm các triệu chứng và tham khảo ý kiến của chuyên gia về phóng xạ trước khi quyết định chẩn đoán Hội Chứng Nhiễm Phóng Xạ Cấp.
Nếu không bị phơi nhiễm phóng xạ thì bạn có thể coi Hội Chứng Nhiễm Phóng Xạ Cấp là chẩn đoán phân biệt khi tiền sử của nôn và buồn nôn không thể giải thích bằng các nguyên nhân khác. Những biểu hiện khác gồm chảy máu, rụng lông tóc hoặc xét nghiệm bạch cầu và tiểu cầu thấp bất thường trong vài ngày hoặc vài tuần sau khi xuất hiện triệu chứng nôn và buồn nôn không rõ nguyên nhân. Đánh giá lại công thức bạch cầu, phân tích nhiễm sắc thể và hỏi ý kiến với chuyên gia phóng xạ để khẳng định chẩn đoán.

## Điều trị ban đầu và chẩn đoán
Điều trị nôn. Xét nghiệm lại công thức bạch cầu, chú ý bạch cầu lympho, trong 2 đến 3h làm một lần trong 8 đến 12h đầu tiên sau khi nhiễm xạ (4 đến 6 tiếng làm một lần 2 hoặc 3 ngày sau đó). Ghi chính xác, tỉ mỉ tất cả các triệu chứng lâm sàng: nôn, buồn nôn, tiêu chảy, ngứa, đỏ, rộp trên da (ghi thời gian xuất hiện).
Lấy máu làm xét nghiệm rối loạn nhiễm sắc thể và khoanh vùng khu vực ban đỏ. Nếu có thể nên chụp ảnh vùng da nghi ngờ bị tổn thương do nhiễm phóng xạ. Đánh giá mô, nhóm máu, và bệnh virus. Ngay lập tức hỏi ý kiến của chuyên gia phóng xạ hoặc huyết học để đo đạc và chẩn đoán, sử dụng các nhóm yếu tố kích thích, truyền tế bào gốc và những lựa chọn điều trị khác.
Các bước:
1-    Hỗ trợ làm sạch môi trường
2-    Phòng chống nhiễm khuẩn
3-    Kích thích sinh hồng cầu bằng các tác nhân tăng trưởng
4-    Truyền tế bào gốc hoặc tiểu cầu (nếu tiểu cầu quá thấp)
5-    Hỗ trợ tâm lý
6-    Quan sát cẩn thận ban đỏ, rụng tóc, tổn thương da, viêm niêm mạc, viêm tuyến nước bọt mang tai, sụt cân, và sốt.
7-    Hỏi ý kiến chuyên gia về quản lý tai nạn phóng xạ.

## Các trường hợp được biết đến
1. Nhà bác học Marie Cuire
Nhà nữ bác học người Pháp gốc Ba Lan chính là người đã 2 lần giành giải Nobel nhờ những phát hiện về chất polonium và radium. Bà mất năm 1934 vì bệnh thiếu máu không tái tạo được do nhiễm xạ. Trong công việc, Marie Cuire thường tiến hành thử nghiệm với các ống có chứa đồng vị phóng xạ để trong túi quần, ngăn bàn.
2. Nữ diễn viên Midori Naka ở Hiroshima
Khoảng 200.000 người đã chết vì bom nguyên tử trút xuống Hiroshima và Nagasaki. Người đầu tiên được chọn lựa để nghiên cứu về "bệnh bom nguyên tử" là nữ diễn viên Midori Naka, người từng có mặt ở Hiroshima năm 1945.
3. Eben Byers
Nhà chế tạo cơ khí 51 tuổi Eben Byers ở Pennsylvania (Mỹ) mất năm 1932 sau khi uống một lượng lớn thuốc chữa bệnh có tên gọi là "nước radium". Hàng ngày, Byers đều uống nước đóng chai, mỗi một chai chứa một microgram radium và một microgram esothorium.
4. Cecil Kelley
Một tai nạn công nghiệp đã xảy ra tại Phòng thí nghiệm Los Alamos (Mỹ) đã gây ra cái chết cho nhà hóa học Cecil Kelley năm 1958. Nguyên nhân là do nhà nghiên cứu này đã tiếp xúc với tia neutron và gamma từ bể hỗn hợp. Khi bật nút khuấy, chất lỏng tạo nên dòng xoáy và lớp plutonium bắn ra ngoài dù chỉ bằng một hạt đậu. Kelley ngã xuống sàn, chỉ kịp thốt lên "tôi bị cháy" và chết 35 giờ sau đó.
5. Hiroshi Ouchi
Tai nạn phóng xạ hạt nhân tồi tệ nhất tại Nhật Bản được ghi nhận vào năm 1999, tại cơ sở tái chế uranium ở Tokaimura. 3 công nhân đã bị nhiễm xạ. Một người tên Hiroshi Ouchi, được đưa đến phòng cấp cứu khẩn cấp bệnh viện Đại học Tokyo và tử vong sau 83 ngày điều trị.
6. Alexander Litvinenko
Cựu nhân viên KGB Alexander Litvinenko sống tị nạn chính trị ở Anh năm 2006 thì đột nhiên lăn ra ốm. Ông chết không rõ nguyên do sau 3 tuần nhập viện. Khám nghiệm tử thi cho thấy có người đã bỏ chất P-210 vào cốc nước trà của Litvinenko.
7. Harry K. Daghlian
Một vụ tai nạn tại Los Alamos năm 1945 đã khiến nhà vật lý người Mỹ Harry K. Daghlian – người tham gia dự án tối mật "Mahattan" thiệt mạng. Nguyên do là chuyên gia này bị nhiễm xạ khi đánh rơi một phiến carbide wolfram và kích hoạt phản ứng hóa học với ống plutonium.
8. Louis P. Slotin
Năm 1946, nhà khoa học Canada Louis P. Slotin thiệt mạng trong một thử nghiệm cũng thuộc dự án Manhattan ở Los Alamos. Ông bị nhiễm phóng xạ do tiếp xúc với tia gamma và neutron.